# Bazar de Nain (Iran)
Le Bazar de Nain ou Bazar de Nahiyin est situé dans la ville de Nain, au centre de l'Iran et date de la période Timouride (XVe siècle). Il se trouve à proximité de la porte des quarante filles. Il est repris dans la liste des monuments nationaux d'Iran sous le n° d'enregistrement 1564 depuis 1977. Ce marché était autrefois le centre commercial de la ville de Nain (Nahiyin). Il s'étend sur une longueur de 340 m et comprend 170 surfaces de petits et grands magasins .
Le marché n'est aujourd'hui plus en activité et est en attente d'une restauration.

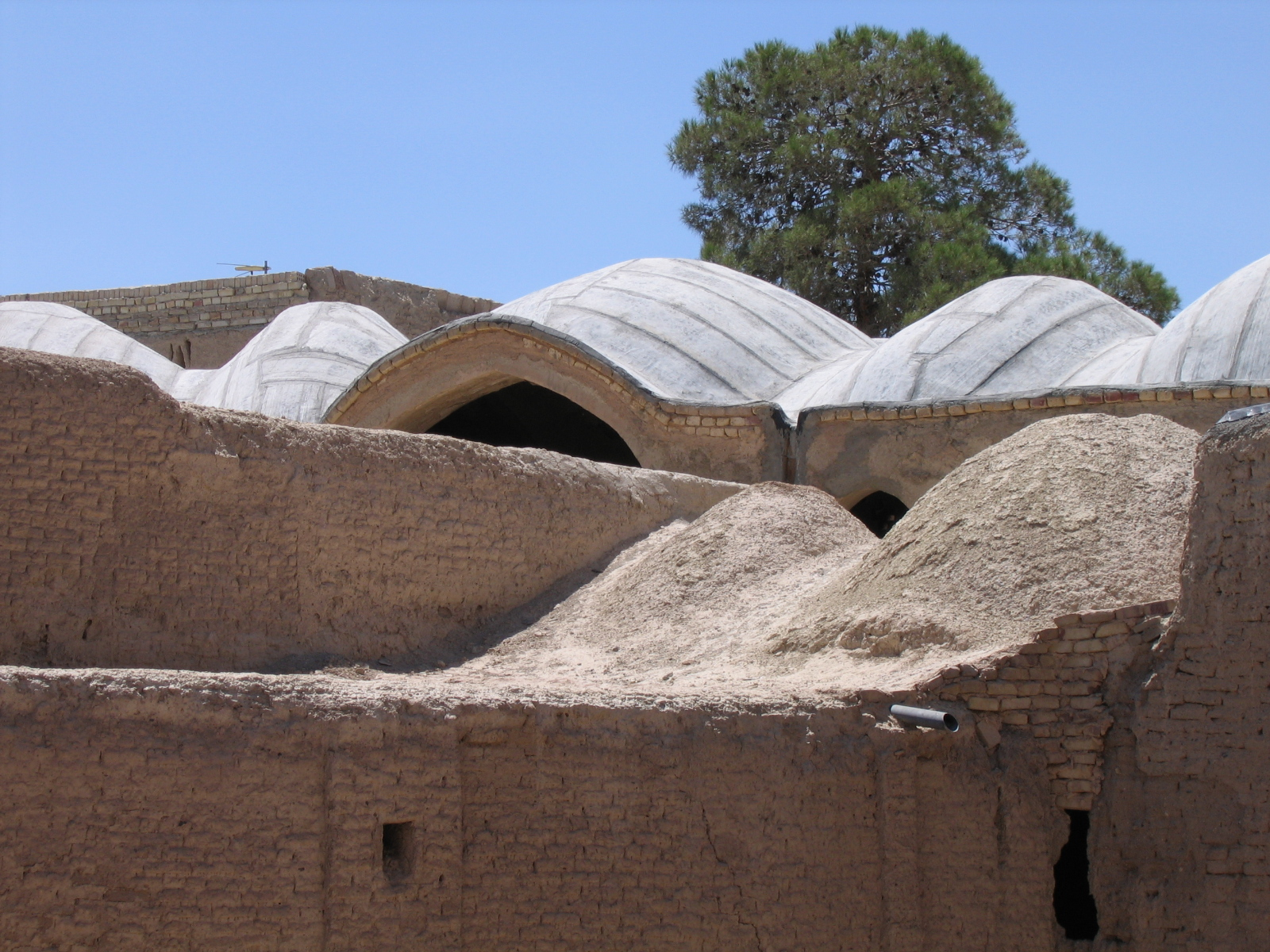
Toit du bazar dont les boutiques sont aujourd'hui abandonnées

## Articles annexes
- Bazar de Tabriz